# 2025 aux échecs
| Années des échecs : 2022 - 2023 - 2024 - 2025 - 2026 - 2027 - 2028    |
| Décennies des échecs : 1990 - 2000 - 2010 - 2020 - 2030 - 2040 - 2050 |

Cette page recense les événements liés au monde des échecs qui ont eu lieu en 2025.

## Championnats du monde

### Championnat du monde féminin
Le Championnat du monde d'échecs 2025 oppose la tenante du titre chinoise Ju Wenjun à sa compatriote Tan Zhongyi, qui a remporté le tournoi des candidates à Toronto en avril 2024.
Le match pour le titre se déroule à partir du 3 avril à Shanghai puis à Chongqing.
Ju remporte la deuxième partie et Tan égalise dès la partie suivante. Après ce départ équilibré, Ju remporte quatre parties à la suite (de la 5e à la 8e), une dernière nulle lui permet de conserver son titre trois parties avant la fin.

### Championnats du monde d'échecs senior, de la jeunesse et de solutions de problèmes
| Âge                       | Champion mixte   | Championne     |
| ------------------------- | ---------------- | -------------- |
| Juniors (moins de 20 ans) | Pranav Venkatesh | Anna Choukhman |

## Tournois classiques annuels
| Nom de l'événement | Dates                             | Lieu         | Cadence   | Vainqueur                 |
| ------------------ | --------------------------------- | ------------ | --------- | ------------------------- |
| Rilton Cup         | 27 décembre 2024 - 5 janvier 2025 | Stockholm    | Classique | Bassem Amin               |
| Tata Steel Masters | 18 janvier - 2 février            | Wijk aan Zee | Classique | Rameshbabu Praggnanandhaa |
| Open Aeroflot      | 1er - 6 mars                      | Moscou       | Classique | Ian Nepomniachtchi        |
| Masters de Prague  | 26 février - 7 mars               | Prague       | Classique | Aravindh Chithambaram     |
| Open de Reykjavik  | 9 - 15 avril                      | Reykjavik    | Classique | Parham Maghsoodloo        |
| Norway Chess       | 26 mai-6 juin                     | Stavanger    | Classique | Magnus Carlsen            |
| UzChess Cup        | 19 - 27 juin                      | Tashkent     | Classique | Rameshbabu Praggnanandhaa |

### Grand Chess Tour
Le Grand Chess Tour se compose de cinq tournois comme en 2024.
| Tournoi                          | Lieu        | Dates             | Cadence         | Vainqueur           |
| -------------------------------- | ----------- | ----------------- | --------------- | ------------------- |
| Superbet Pologne Rapide et Blitz | Varsovie    | 24 avril-1er mai  | Rapide et blitz | Vladimir Fedosseïev |
| Superbet Classic de Bucarest     | Bucarest    | 5-17 mai          | Classique       | R. Praggnanandhaa   |
| Superbet Croatie Rapide et Blitz | Zagreb      | 30 juin-7 juillet | Rapide et blitz | Magnus Carlsen      |
| Saint-Louis Rapide & Blitz       | Saint-Louis | 11-15 août        | Rapide et blitz | Levon Aronian       |
| Sinquefield Cup                  | Saint-Louis | 16-19 août        | Classique       |                     |

## Compétitions par équipes
| Compétition                                        | Vainqueur mixte | Vainqueur femmes |
| -------------------------------------------------- | --------------- | ---------------- |
| Championnat du monde d'échecs par équipes          |                 |                  |
| Championnat d'Europe d'échecs des nations          |                 |                  |
| Championnat d'Asie d'échecs des nations            |                 |                  |
| Championnat panaméricain d'échecs des nations (en) |                 |                  |

### Championnats interclubs européens
| Compétition                                | Champion          | Deuxième | Troisième       |
| ------------------------------------------ | ----------------- | -------- | --------------- |
| Championnat d'Allemagne d'échecs des clubs |                   |          |                 |
| Championnat de France d'échecs des clubs   | C'Chartres Échecs | Asnières | Aix-en-Provence |
| Coupe d'Europe des clubs d'échecs          |                   |          |                 |
| Coupe d'Europe des clubs d'échecs féminine |                   |          |                 |

## Championnats continentaux et nationaux individuels

### Championnats continentaux individuels
| Compétition                              | Champion mixte    | Championne     |
| ---------------------------------------- | ----------------- | -------------- |
| Championnat d'Afrique d'échecs           | Bilel Bellahcene  | Shrook Wafa    |
| Championnat d'Asie d'échecs              | Bardiya Daneshvar | Song Yuxin     |
| Championnat d'Amérique d'échecs          | Sam Shankland     |                |
| Championnat d'Europe d'échecs individuel | Matthias Blübaum  | Teodora Injac  |
| Championnat d'Océanie d'échecs           | Temur Kuybokarov  | Julia Ryjanova |

### Championnats nationaux individuels
| Pays                                              | Champion mixte        | Championne                  |
| ------------------------------------------------- | --------------------- | --------------------------- |
| Championnat d'Afrique du Sud d'échecs             |                       |                             |
| Championnat d'Albanie d'échecs (en)               |                       |                             |
| Championnat d'Algérie d'échecs                    |                       |                             |
| Championnat d'Allemagne d'échecs                  | Vincent Keymer        | Dinara Wagner               |
| Championnat d'Andorre d'échecs                    |                       |                             |
| Championnat d'Angleterre d'échecs                 |                       |                             |
| Championnat d'Argentine d'échecs                  |                       |                             |
| Championnat d'Arménie d'échecs                    | Robert Hovhannisyan   | Susanna Gaboyan             |
| Championnat d'Australie d'échecs                  |                       |                             |
| Championnat d'Autriche d'échecs                   |                       |                             |
| Championnat d'Azerbaïdjan d'échecs                | Rauf Mamedov          | Gunay Mammadzada            |
| Championnat du Bangladesh d'échecs                |                       |                             |
| Championnat de la Barbade d'échecs                |                       |                             |
| Championnat de Belgique d'échecs                  |                       |                             |
| Championnat de Biélorussie d'échecs               | Denis Lazavik         | Aliaksandra Tarassenka      |
| Championnat de Birmanie d'échecs                  |                       |                             |
| Championnat de Bolivie d'échecs                   |                       |                             |
| Championnat de Bosnie-Herzégovine d'échecs        |                       |                             |
| Championnat du Botswana d'échecs                  |                       |                             |
| Championnat du Brésil d'échecs                    |                       |                             |
| Championnat de Bulgarie d'échecs                  |                       |                             |
| Championnat du Canada d'échecs                    |                       |                             |
| Championnat du Cap-Vert d'échecs                  |                       |                             |
| Championnat du Chili d'échecs                     |                       |                             |
| Championnat de Chine d'échecs                     |                       |                             |
| Championnat de Chypre d'échecs                    | Alexandros Isaakidis  |                             |
| Championnat de Colombie d'échecs                  |                       |                             |
| Championnat de Corée du Sud d'échecs              |                       |                             |
| Championnat du Costa Rica d'échecs                |                       |                             |
| Championnat de Croatie d'échecs                   |                       |                             |
| Championnat de Cuba d'échecs                      |                       |                             |
| Championnat du Danemark d'échecs                  | Jesper Thybo          |                             |
| Championnat d'Écosse d'échecs                     |                       |                             |
| Championnat d'Égypte d'échecs                     |                       |                             |
| Championnat des Émirats Arabes Unis d'échecs      |                       |                             |
| Championnat d'Espagne d'échecs                    |                       |                             |
| Championnat d'Estonie d'échecs                    |                       |                             |
| Championnat des États-Unis d'échecs               |                       |                             |
| Championnat des îles Féroé d'échecs               |                       |                             |
| Championnat de Finlande d'échecs                  | Toivo Keinänen        | Anastasia Keinänen          |
| Championnat de France d'échecs                    |                       |                             |
| Championnat de Géorgie d'échecs                   | Levan Pantsulaia      | Nana Dzagnidze              |
| Championnat d'échecs de Grande-Bretagne           | Michael Adams         | Lan Yao et Elmira Mirzoïeva |
| Championnat de Grèce d'échecs                     |                       |                             |
| Championnat du Guatemala d'échecs                 |                       |                             |
| Championnat du Honduras d'échecs                  |                       |                             |
| Championnat de Hongrie d'échecs                   |                       |                             |
| Championnat d'Inde d'échecs                       |                       |                             |
| Championnat d'Indonésie d'échecs                  |                       |                             |
| Championnat d'Iran d'échecs                       |                       |                             |
| Championnat d'Irlande d'échecs                    |                       |                             |
| Championnat d'Islande d'échecs                    |                       |                             |
| Championnat d'Israël d'échecs                     | Yair Parkhov          | Marsel Efroimski            |
| Championnat d'Italie d'échecs                     |                       |                             |
| Championnat de Jamaïque d'échecs                  |                       |                             |
| Championnat du Japon d'échecs                     | Trần Thanh Tú         | Melody Takayasu             |
| Championnat du Kazakhstan d'échecs                | Kazybek Nogerbek      | Elnaz Kaliakhmet            |
| Championnat du Kenya d'échecs                     |                       |                             |
| Championnat du Kirghizistan d'échecs              | Eldiyar Orozbaev      | Begimai Zairbek             |
| Championnat du Kosovo d'échecs                    |                       |                             |
| Championnat de Lettonie d'échecs                  | Arturs Neikšāns       | Marija Kuznecova            |
| Championnat du Liban d'échecs                     |                       |                             |
| Championnat de Lituanie d'échecs                  |                       |                             |
| Championnat du Luxembourg d'échecs                |                       |                             |
| Championnat de Macédoine du nord d'échecs         |                       |                             |
| Championnat de Madagascar d'échecs                |                       |                             |
| Championnat de Malaisie d'échecs                  |                       |                             |
| Championnat de Malte d'échecs                     |                       |                             |
| Championnat du Maroc d'échecs                     |                       |                             |
| Championnat du Mexique d'échecs                   |                       |                             |
| Championnat de Moldavie d'échecs                  |                       |                             |
| Championnat de Mongolie d'échecs                  |                       |                             |
| Championnat du Monténégro d'échecs                | Nikita Petrov         | Mateja Popovic              |
| Championnat de Namibie d'échecs                   |                       |                             |
| Championnat du Népal d'échecs                     |                       |                             |
| Championnat de Norvège d'échecs                   |                       |                             |
| Championnat de Nouvelle-Zélande d'échecs          |                       |                             |
| Championnat d'Ouzbékistan d'échecs                | Nodirbek Yakubboev    | Umida Omonova               |
| Championnat du Pakistan d'échecs                  |                       |                             |
| Championnat du Paraguay d'échecs                  |                       |                             |
| Championnat d'échecs des Pays-Bas                 | Jorden van Foreest    | Machteld van Foreest        |
| Championnat du Pays de Galles d'échecs            | Jose Camacho Collados |                             |
| Championnat du Pérou d'échecs                     |                       |                             |
| Championnat des Philippines d'échecs              |                       |                             |
| Championnat de Pologne d'échecs                   | Paweł Teclaf          | Klaudia Kulon               |
| Championnat du Portugal d'échecs                  |                       |                             |
| Championnat de la République dominicaine d'échecs |                       |                             |
| Championnat de Tchéquie d'échecs                  |                       |                             |
| Championnat de Roumanie d'échecs                  | David Gavrilescu      | Elena-Luminita Cosma        |
| Championnat de Russie d'échecs                    |                       |                             |
| Championnat du Salvador d'échecs                  |                       |                             |
| Championnat du Sénégal d'échecs                   |                       |                             |
| Championnat de Serbie d'échecs                    | Ivan Ivanisevic       | Sofia Pogorelskikh          |
| Championnat de Singapour d'échecs                 | Tin Jingyao           | Gong Qianyun                |
| Championnat de Slovaquie d'échecs                 |                       |                             |
| Championnat de Slovénie d'échecs                  |                       |                             |
| Championnat de Somalie d'échecs                   |                       |                             |
| Championnat du Sri Lanka d'échecs                 |                       |                             |
| Championnat de Suède d'échecs                     |                       |                             |
| Championnat de Suisse d'échecs                    |                       |                             |
| Championnat du Suriname d'échecs                  |                       |                             |
| Championnat du Tadjikistan d'échecs               |                       |                             |
| Championnat de Thaïlande d'échecs                 |                       |                             |
| Championnat du Togo d'échecs                      |                       |                             |
| Championnat de Trinité-et-Tobago d'échecs         |                       |                             |
| Championnat de Tunisie d'échecs                   |                       |                             |
| Championnat du Turkménistan d'échecs              |                       |                             |
| Championnat de Turquie d'échecs                   |                       |                             |
| Championnat d'Ukraine d'échecs                    |                       |                             |
| Championnat d'Uruguay d'échecs                    | Andrés Rodríguez      | Nahiara Fabra               |
| Championnat du Venezuela d'échecs                 |                       |                             |
| Championnat du Viêt Nam d'échecs                  |                       |                             |
| Championnat de Zambie d'échecs                    |                       |                             |
| Championnat du Zimbabwe d'échecs                  |                       |                             |

## Divers

### Classement mondial au1erjanvier 2025
| Rang 2025 | Nom                   | Né en | Fédération  | Elo 2025 |
| --------- | --------------------- | ----- | ----------- | -------- |
| 1         | Magnus Carlsen        | 1990  | Norvège     | 2 831    |
| 2         | Fabiano Caruana       | 1992  | États-Unis  | 2 803    |
| 3         | Hikaru Nakamura       | 1987  | États-Unis  | 2 802    |
| 4         | Arjun Erigaisi        | 2003  | Inde        | 2 801    |
| 5         | Dommaraju Gukesh      | 2006  | Inde        | 2 777    |
| 6         | Nodirbek Abdusattorov | 2004  | Ouzbékistan | 2 768    |
| 7         | Alireza Firouzja      | 2003  | France      | 2 763    |
| 8         | Ian Nepomniachtchi    | 1990  | Russie      | 2 754    |
| 9         | Wei Yi                | 1999  | Chine       | 2 751    |
| 10        | Viswanathan Anand     | 1969  | Inde        | 2 750    |

## Nécrologie
- 5 janvier : Robert Hübner[48]
- 27 février : Boris Spassky[49]
- 4 avril : Friðrik Ólafsson[50]
- 12 mai Vlastimil Hort[51]